# Scale Lane Bridge
| \| Hull \| |
| Hull       |

| Hull |

Die Scale Lane Bridge in Hull City, Kingston upon Hull, gilt als die einzige Drehbrücke, die während der Fahrt Fußgänger trägt. Sie überspannt mit einer Gesamtlänge von 53 m den Fluss Hull, der an der englischen Ostküste in den Humber mündet.

## Geschichte
Die Planungen für die Scale Lane Footbridge aus schwarzem Stahl begannen 2005, wobei die Firma McDowell+Benedetti die Ausschreibung als Architekturbüro gewann. Alan Baxter Ltd. wurde als Ingenieur für das Projekt engagiert. Die Brücke wurde am 28. Juni 2013 offiziell eröffnet. Sie überspannt den Hafen zwischen der Altstadt von Hull und einem Industriegebiet der Stadt und sollte das Stadtzentrum mit einer geplanten Wohnsiedlung verbinden. Sie überquert den alten Hafen, der mit dem Fluss Humber verbunden ist.
Die Brücke verfügt über ein Restaurant und andere Sitzgelegenheiten für Brückenbesucher und kostete 7 Millionen Pfund. Sie ist die erste in der Welt, die es den Menschen erlaubt, auf der Brücke zu bleiben, während sie sich öffnet und schließt.